# سنا موزیان

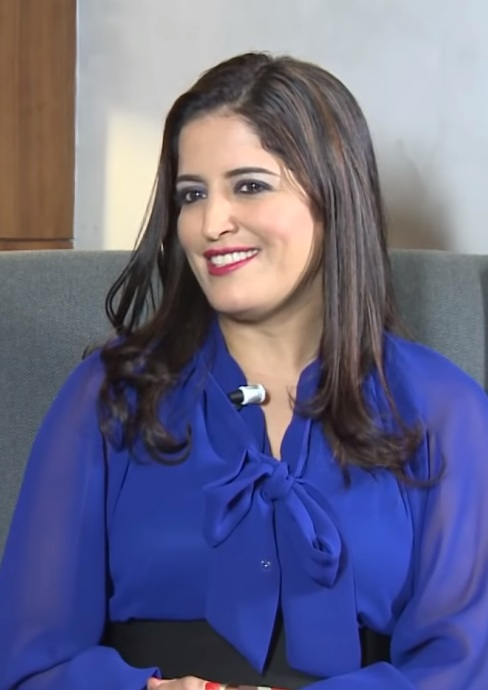

سنا موزیان (۲ اکتبر ۱۹۸۱)، هنرپیشه مراکشی که فعالیت هنری خود را در سال ۲۰۰۴ با بازی در فیلم «آزادی‌خواهان» به کارگردانی ایناس دقیدی آغاز کرد.
از برجسته‌ترین فیلم‌های او می‌توان به «اشرف حرمی» با هنرمندی تامر عبدالمنعم و شرین ردا و «خروج از قاهره» با هنرمندی احمد بدیر و فیلم مراکشی «سمیرا در دایا» که برنده جوایز زیادی نیز شده اشاره کرد.